# Gabhana
Gabhana es un pueblo y nagar Panchayat situado en el distrito de Aligarh en el estado de Uttar Pradesh (India). Su población es de 5886 habitantes (2011). 

## Demografía
Según el  censo de 2011 la población de Gabhana era de 21146 habitantes, de los cuales el 3096 eran hombres y 2790 eran mujeres. Gabhana tiene una tasa media de alfabetización del 61,5%, superior a la media nacional del 59,5%: la alfabetización masculina es del 70,3%, y la alfabetización femenina del 51,6%.